# Valerie Landsburg
Valerie Landsburg, född 12 augusti 1958 i New York, är en amerikansk skådespelare, musiker, regissör, producent och manusförfattare. Hon är främst känd som den pratsamma, men vänliga Doris i 1980-talets TV-serie Fame, en roll som även Madonna sökte till.
Valerie Landsburg växte upp i Kalifornien. Hennes far, Alan Landsburg, var TV-producent för TV-serien Gimme a Break, och hennes mor, Sally Landsburg var psykolog och författare till boken The Age of Taboo. Landsburg gick i samma high school som bland andra Angelina Jolie, Nicolas Cage, Lenny Kravitz, Richard Dreyfuss och David Schwimmer.
Landsburg har genom åren medverkat i en hel del TV-serier, filmer för TV, samt både regisserat, producerat, samt skrivit manus för olika serier. Hon är sedan december 1984 gift med James McVay, med vilken hon har två barn.